# Valle de San Lorenzo
Valle de San Lorenzo es una de las entidades de población que conforman el municipio de Arona, en la isla de Tenerife —Canarias, España—.

## Características
Valle de San Lorenzo está situado a unos 3,5 kilómetros al este de la capital municipal, a una altitud media de 500 m s. n. m. (metros sobre el nivel del mar).
La entidad está formada por los núcleos poblacionales de Cruz del Guanche, La Florida, Las Rosas del Guanche, Los Toscales y Valle de San Lorenzo.
Cuenta con el Centro de Enseñanza Infantil y Primaria Valle San Lorenzo, un centro cultural, una oficina del Cabildo, una iglesia parroquial, plazas públicas, parques infantiles, instalaciones deportivas, oficina de Correos, gasolinera, farmacia, centro de salud, entidades bancarias, así como pequeños comercios, bares y restaurantes.
En su paisaje destacan las formaciones geológicas conocidas como roque de Bento y el roque de Jama, ambos domos sálicos que se insertan en los restos del antiguo macizo de Adeje. El roque de Jama forma parte además de la red de espacios naturales protegidos como Monumento Natural, hallándose la mayor parte de este espacio en la localidad.

## Demografía
| Núcleo                | Habitantes | Habitantes | Habitantes | Habitantes | Habitantes | Habitantes | Habitantes | Habitantes | Habitantes | Habitantes | Habitantes | Habitantes | Habitantes | Habitantes | Habitantes |
| Núcleo                | 2000       | 2001       | 2002       | 2003       | 2004       | 2005       | 2006       | 2007       | 2008       | 2009       | 2010       | 2011       | 2012       | 2013       | 2014       |
| Cruz del Guanche      | 431        | 447        | 540        | 585        | 572        | 637        | 656        | 712        | 789        | 797        | 775        | 751        | 756        | 770        | 799        |
| La Florida            | 292        | 335        | 351        | 347        | 302        | 318        | 351        | 352        | 356        | 363        | 351        | 299        | 313        | 308        | 302        |
| Las Rosas del Guanche | 0          | 1          | 10         | 15         | 26         | 29         | 37         | 45         | 39         | 44         | 45         | 44         | 50         | 52         | 49         |
| Los Toscales          | 0          | 0          | 0          | 0          | 0          | 0          | 0          | 0          | 0          | 0          | 0          | 0          | 0          | 0          | 0          |
| Valle de San Lorenzo  | 3302       | 3504       | 3951       | 4271       | 4428       | 4774       | 5105       | 5272       | 5508       | 5577       | 5518       | 5286       | 5389       | 5462       | 5554       |
| Diseminado            | 99         | 105        | 119        | 170        | 211        | 254        | 240        | 355        | 376        | 381        | 374        | 367        | 383        | 383        | 411        |
| TOTAL                 | 4124       | 4392       | 4971       | 5388       | 5539       | 6012       | 6389       | 6736       | 7068       | 7162       | 7063       | 6747       | 6891       | 6975       | 7115       |

## Economía
La economía del barrio se basa en las PYME y el sector agrícola.

## Patrimonio
La localidad posee importantes yacimientos arqueológicos de la cultura guanche, declarados Bien de Interés Cultural. Se trata de la Zona Arqueológica del Roque de Bento, constituido por grabados rupestres asociados a un conjunto de cazoletas y canalillos. Los grabados poseen un valor excepcional por cuanto representan los únicos con motivos podomorfos reconocidos como tales en la arqueológica de Tenerife.

## Fiestas
En Valle de San Lorenzo se celebran fiestas patronales en honor a la Virgen de Fátima en el mes de mayo, y a San Lorenzo Mártir en agosto, desarrollándose festivales musicales, actos culturales y deportivos, procesión religiosa, romería, exhibición de fuegos artificiales y verbenas.

## Deportes
El barrio cuenta actualmente con el Club de baloncesto Valle Sur Fátima y el equipo de fútbol Club Deportivo San Lorenzo-Constancia. Con anterioridad, contaba a su vez con el Club de Lucha Chijafe.

## Comunicaciones
Se accede a la localidad principalmente por la Carretera General del Sur TF-28 y por la TF-66.

### Transporte público
Valle de San Lorenzo cuenta con parada de taxis en la Carretera General del Sur a su paso por la entidad.
En autobús —guagua— queda conectado mediante las siguientes líneas de TITSA:
| Línea | Trayecto                                                                 | Recorrido |
| ----- | ------------------------------------------------------------------------ | --- |
| 112   | Sta. Cruz - Arona (por Costa del Silencio)                               | Horario/Línea (enlace roto disponible en Internet Archive; véase el historial, la primera versión y la última). |
| 416   | Granadilla - Adeje (Los Olivos)                                          | Horario/Línea                                                                                                   |
| 418   | La Caleta - Estación Costa Adeje - Los Cristianos - Valle de San Lorenzo | Horario/Línea                                                                                                   |

## Lugares de interés
- La Centinela
- Iglesia parroquial de san Lorenzo mártir
- La Fuente
- La Tosca
- Asociación de Mayores de la 3.ª Edad El Pinito
- Complejo Deportivo El Culantro
- Hotel Naye
- Mercado del Agricultor